# Lomträsket (Råneå socken, Norrbotten)
Lomträsket är en sjö i Bodens kommun i Norrbotten och ingår i Råneälvens huvudavrinningsområde. Sjön har en area på 0,243 kvadratkilometer och ligger 278 meter över havet.

## Delavrinningsområde
Lomträsket ingår i det delavrinningsområde (738098-176810) som SMHI kallar för Ovan 737916-176666. Medelhöjden är 260 meter över havet och ytan är 6,42 kvadratkilometer. Räknas de 17 avrinningsområdena uppströms in blir den ackumulerade arean 381,81 kvadratkilometer. Rörån (Livasälven) som avvattnar avrinningsområdet har biflödesordning 2, vilket innebär att vattnet flödar genom totalt 2 vattendrag innan det når havet efter 93 kilometer. Avrinningsområdet består mestadels av skog (62 procent) och sankmarker (23 procent). Avrinningsområdet har 0,25 kvadratkilometer vattenytor vilket ger det en sjöprocent på 3,8 procent.